# Anna Sterky

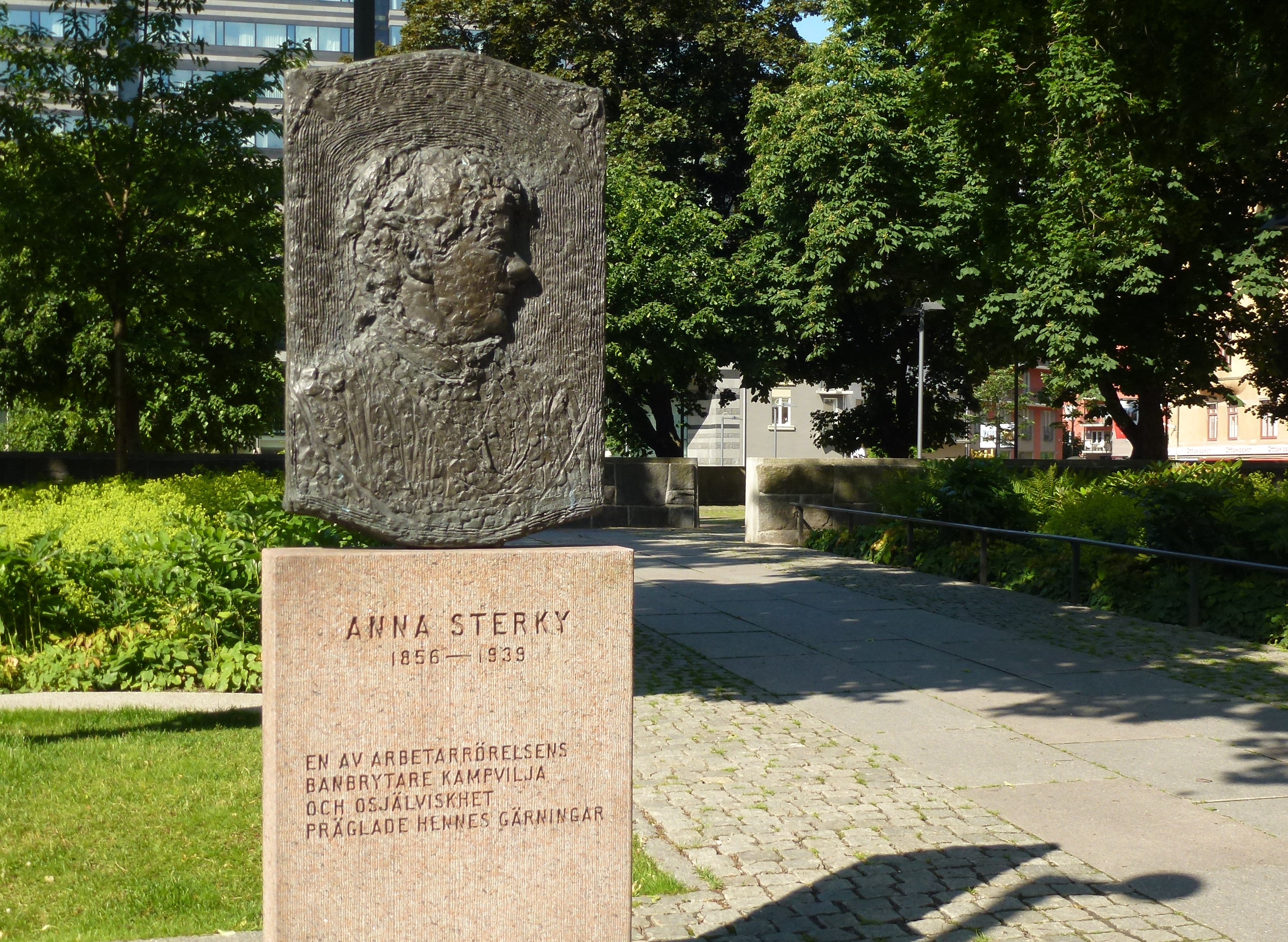
Anna Sterkys minne på Norra Bantorget i Stockholm.

Anna Sterky, egentligen Ane Cathrine Sterky, tidigare Nielsen och Jensen, född 18 april 1856 i Köpenhamn, död 15 maj 1939 i Stockholm, var en dansk-svensk fackföreningskvinna, feminist, redaktör och politiker (socialdemokrat).
Hon var ordförande i Kvindelige Herreskredderes Fagforening 1885–1890 och ledamot av De Samvirkende Fagforeningers representantskap (föregångaren till danska LO). Hon var ordförande i Kommittén för den kvinnliga agitationen 1899–1902, i Kvinnornas fackförbund 1903–1906, styrelseledamot i förbundet 1906–1908, redaktör för Morgonbris 1904–1910, ordförande i Kvinnokongressens AU 1907–1920 samt partikassör 1921–1925.

## Biografi
Sterky föddes i arbetarfamiljen Nielsen. Hennes far var arbetare och modern hemsömmerska. Hon var yngst av åtta syskon. Hon fick tidigt bidra till familjens försörjning och hjälpte sin mor med enklare arbeten av olika slag.
Sterky döptes till Ane Cathrine Jensen, men ändrade sitt tilltalsnamn till Anna efter att hon vid fem års ålder bevittnat en offentlig avrättning av en ung, ogift tjänstepiga som dömdes till döden för att ha tagit livet av sitt nyfödda barn. Den avrättade hette Ane Cathrine.
Efter sju års skolgång och konfirmation började Sterky arbeta som herrskräddare. Hon engagerade sig tidigt fackligt och 1883 var hon med och bildade ”De kvindelige Herreskraedderes Fagforening” (de kvinnliga herrskräddar fackförening), vilket var den första kvinnliga fackförening i Danmark som överlevde någon längre tid. År 1884 valdes Sterky in i fackföreningens styrelse, och 1885 valdes hon till ordförande, en post hon stannade på till 1890. Anna arbetade hårt för att organisera särskilt hemsömmerskorna med deras usla arbetsvillkor.
År 1891 flyttade hon till Sverige. Först var hon aktiv på tidningen Ny Tid och engagerade kvinnor fackligt. Hon flyttade till Stockholm 1898, och var där kontorist, städerska m.m. hos LO 1898–1900, och 1900–1925 vid socialdemokraternas partiexpedition, där hon var partikassör åren 1921–1924. Hon byggde upp fackföreningar för kvinnor och arbetade för skapandet av det socialdemokratiska kvinnoförbundet.
Hon var ordförande i Kvinnornas fackförbund 1902–1907 och redaktör för tidningen Morgonbris 1904–1909. År 1920 blev hon hedersordförande för socialdemokratiska kvinnoförbundet. Hon var gift 1878–1893 med en Peder Jensen och sammanlevde med Fredrik Sterky 1891–1900 och tog även hans efternamn. Hon finns som reliefskulptur utförd 1988 av Christina Rundqvist Andersson på Norra Bantorget i Stockholm utanför LO-borgen.